# Чили на зимних Олимпийских играх 1984
Чили принимала участие в Зимних Олимпийских играх 1984 года в Сараево (Югославия) в восьмой раз за свою историю, но не завоевала ни одной медали.

## Состав сборной
Чили представляли четверо спортсменов, все — мужчины-горнолыжники. Младшим участником сборной был 18-летний Дитер Линнеберг, старшим — 21-летний Мигель Пёрселл.

## Результаты
Наилучшим результатом чилийской сборной стало 19 место Андреса Фигероа в слаломе.

### Горнолыжный спорт
Соревнования проходили на горе Игман. Впервые олимпийские соревнования по горнолыжному спорту являлись обособленным соревнованием, в отличие от предыдущих олимпийских игр на которых вместе с олимпийскими наградами победители получали и награды чемпионата мира по горнолыжному спорту.